# Natalie Holzner

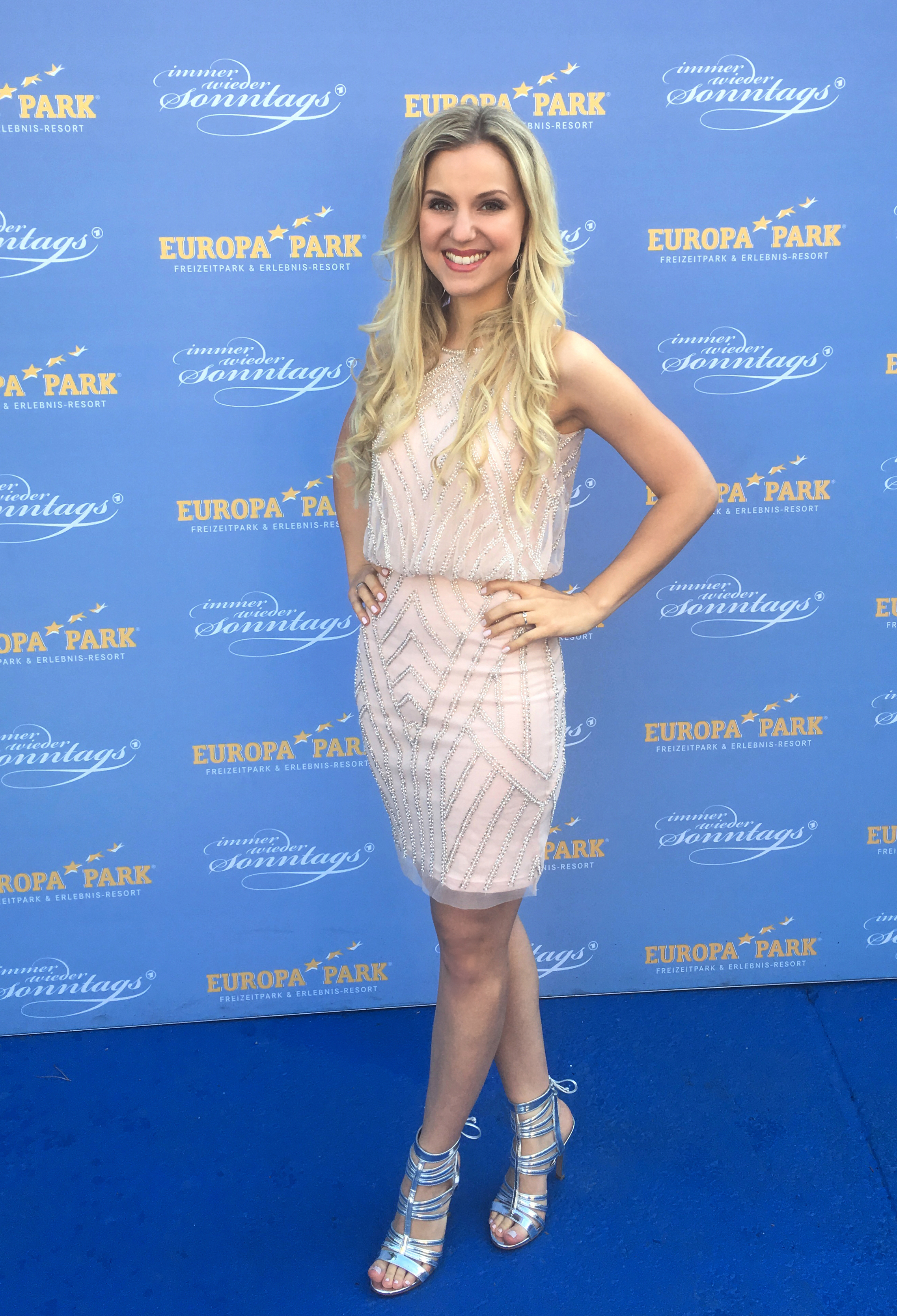
Natalie Holzner (2018)

Natalie Holzner (* 12. März 1992 in Voitsberg) ist eine österreichische Sängerin, Entertainerin und Liedautorin. Sie ist vor allem im Bereich des deutschsprachigen Schlagers aktiv.

## Leben
Natalie Holzner lernte ab dem siebten Lebensjahr Geige und erhielt ab dem Alter von acht Jahren Klavierunterricht. Sie besuchte das Musikgymnasium in Graz und studierte anschließend Germanistik und Musikerziehung mit Hauptfach Gesang als Lehramtsstudium am Mozarteum und an der Universität Salzburg. 2016 schloss sie als Magister Artium ab.
Sie hatte erste Gesangsauftritte in ihrer Heimatstadt Voitsberg im Jahr 2005. 2007, im Alter von 15 Jahren nahm sie mit Erzähl mir von der Liebe gemeinsam mit den Heimatstürmern das erste Mal beim Grand Prix der Volksmusik teil. Es folgten weitere Teilnahmen in den Jahren 2008 und 2009 mit Für einen Tag und Alles fürs Herz. Bei jeder der drei Teilnahmen schied sie im Vorentscheid aus. Sie trat beim Musikantenstadl, der Fernsehsendung von Hansi Hinterseer auf, gewann den Herbert-Roth-Preis des MDR und absolvierte zahlreiche Auftritte im deutschsprachigen Raum. Nach der Matura widmete sie sich vorwiegend ihrem Studium in Salzburg und nahm 2014 an der Puls-4-Castingshow Herz von Österreich teil. Dort gelangte sie mit ihrer Version von Ein bißchen Frieden ins Finale.
2017 brachte sie ihr zweites Studioalbum Bilderbuch heraus, bei dem sie zu einem Großteil auch als Komponistin und Autorin mitwirkte. Seitdem komponiert und textet sie, gemeinsam mit ihrem Ehemann Musikproduzent Dominik Hemmer, auch für weitere Künstler im deutschsprachigen Raum. 2018 folgten Fernsehauftritte beim Wenn die Musi spielt Winter Open Air, Immer wieder sonntags bei Stefan Mross und ihrer eigenen Musikshow Frühling Dahoam, bei der sie für Folx Music Television erstmals auch als Moderatorin zu sehen war. Ihre Sommersingle Wolkenweiss erreichte Platz 1 der iTunes Schlagercharts. 
Im Jänner 2020 war sie mit Tu's für dich beim Winter Open Air von Wenn die Musi spielt zu Gast. Ein paar Monate später veröffentlichte Natalie Holzner ihre Single Sonnentanz, die sie bei den Stars am Wörthersee mit Barbara Schöneberger und Alfons Haider im ORF/MDR präsentierte. 2021 platzierte sich die Winterballade Alles leuchtet in den österreichischen Radios und wurde zum meistgespielten Weihnachtssong hinter Last Christmas. Außerdem präsentierte sie den Song u. a. in der Show Schlagerspaß mit Andy Borg im SWR.
2022 landete ihr Album Lieblingsleben auf Platz 10 der österreichischen Album-Charts. Mit der Single Wenn nicht wir (Wer dann) war sie anschließend zu Gast in der STARnacht aus der Wachau und beim Wenn die Musi spielt Winter Open Air.
Im August 2023 erschien mit Besser ohne dich ein Duett mit Deutschland-sucht-den-Superstar-Teilnehmer Norman Langen, mit dem sie erneut bei der STARnacht aus der Wachau zu sehen war. 2024 präsentierte sie den Song Auf und davon in der ARD-Sendung Immer wieder sonntags. Zudem publizierte sie im Sommer 2024 neben ihrem Album „Liebe an die Macht“ auch ein Kochbuch mit dem Titel "Leicht & Die österreichische Küche vegetarisch".

## Auszeichnungen
- 2008: Herbert-Roth-Preis in der Kategorie Junge SolistInnen
- 2023: smago! Award in der Kategorie Popschlager-Durchstarterin des Jahres[15]
- 2025: smago! Award in der Kategorie Popschlager-Act des Jahres[16]

## Diskografie
Alben
- 2009: Alles fürs Herz
- 2017: Bilderbuch
- 2022: Lieblingsleben
- 2024: Liebe an die Macht

Singles
- 2018: Ewig uns
- 2019: Tu’s für dich
- 2020: Sonnentanz
- 2021: Legendär
- 2021: Alles leuchtet
- 2022: Wenn nicht wir (Wer dann)
- 2023: Besser ohne dich (Duett mit Norman Langen)
- 2024: Liebt sie dich wie ich